# C10H13Cl
化学式C10H13Cl（摩尔质量168.66 g/mol）可能指：
- 氯叔丁苯
  - 2-氯叔丁苯，CAS号：7073-98-5 
  - 3-氯叔丁苯，CAS号：3972-55-2 
  - 4-氯叔丁苯，CAS号：3972-56-3 
  - β-氯叔丁苯，CAS号：515-40-2
- 2-氯-4-异丙基甲苯，CAS号：4395-79-3

|  | 这个同类索引页列出了具有相同分子式的化学物（即同分異構體）条目。 除非您是有意链接至本页，否则应将相应条目的内部链接指向正确的条目。 |